# Schrotgeld

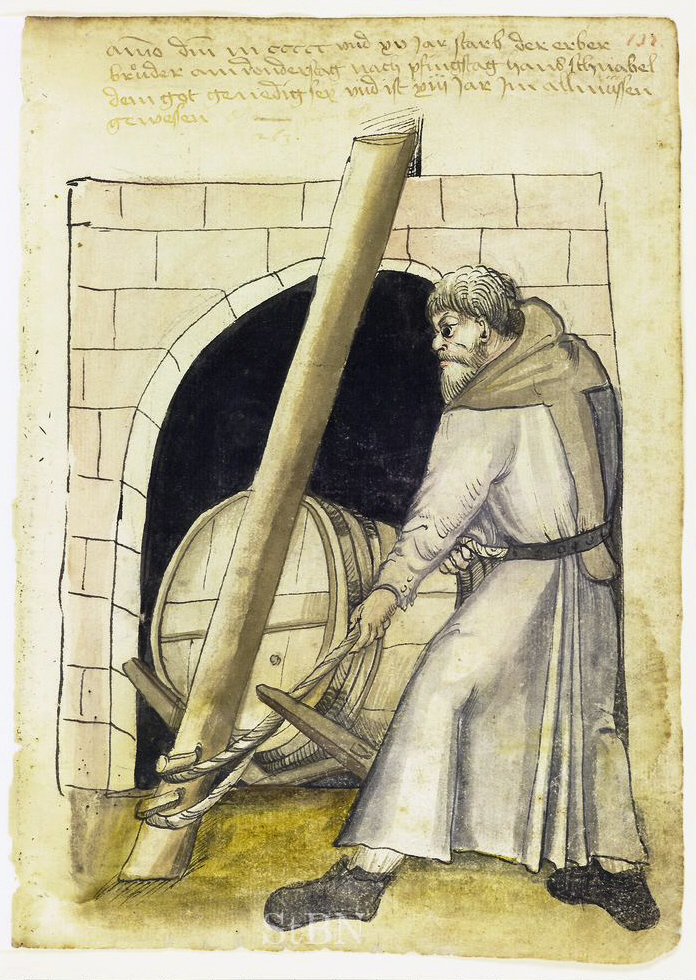
Schröter bei der Arbeit
(Nürnberger Hausbücher 1515)

Als Schrotgeld (auch Schrotlohn, Schrotakzise) wurde früher eine im gewerblichen Bereich erhobene Abgabe bezeichnet. Diese war zum einen Lohn für den Müller bzw. Schröter, trug teilweise jedoch auch den Charakter einer steuerartigen städtischen Abgabe (Akzise).

## Arten und Erhebung des Schrotgeldes

### Schrotgeld in der Müllerei
In den Mühlen war es üblich, ein Schrotgeld als Entgelt für das Schroten des Getreides zu verlangen (Schrotlohn). Dieses musste vom Mahlkunden in Abhängigkeit von der zu mahlenden Menge bezahlt werden, wobei die Höhe in den Mahlordnungen festgelegt war. Das Schrotgeld war zugleich Bestandteil des Lohns für den Müller und seine Knechte. So war es bei den Wiener Müllern 1643 üblich, einen Jahreslohn zu zahlen, zu dem außerdem freie Kost und Unterbringung und ein Schrotgeld für jeden Muth Weizen sowie ein Betrag von vier Kreuzer vom „schaiden“ kamen. Dieser konnte auf Wunsch auch wöchentlich oder monatlich ausgezahlt werden.

### Schrotgeld im Bier- und Weinhandel
In zahlreichen Städten und Gemeinden wurde eine steuerartige Abgabe Schrotgeld benannt, welche beim Schroten (Verladen) von Fässern anfiel. Diese diente teilweise zur Entlohnung der mit dem Ein- und Auslagern von Bier- und Weinfässern befassten Arbeitskräfte (Schröter), wurde jedoch auch zur Deckung weiterer Kosten bzw. als kommunale Abgabe für die Ein- und Ausfuhr erhoben. Teilweise war auch die Bezeichnung Ladegeld, Schrötergeld, Schrotlohn bzw. Schrotakzise gebräuchlich.
Nachweisbar ist die Zahlung von Schrotgeld u. a. im Main-Spessart-Gebiet. Den Schrötern oblag dort nicht nur der Transport der Weinfässer von Keller zu Keller bzw. auf Schiffe und Wagen, sondern auch das Eichen der Butten mit Hilfe eines Eichmaßsteins. So umfasste ein „Karlstadter Eimer“ ca. 73 Liter und galt bis 1830 als verbindliches Richtmaß für Käufer und Verkäufer. Für ihre Arbeit wurden die Schröter mit dem Schrotgeld bezahlt.
In Rüdesheim am Rhein gab es eine vom Gemeinderat erlassene Schröterordnung, die auch die Erhebung des Schrotgeldes genau regelte. Nach dieser hatte der Schrötermeister sogleich nach dem Schroten von den Kaufleuten das Schrotgeld zu kassieren. Die Abrechnung erfolgte durch Ritzung auf einer Schiefertafel, welche am Ende des Tages zur Errechnung des Schrotlohnes diente. Den Schrötern war es dabei untersagt, den erhaltenen Lohn sofort zu vertrinken, sie hatten ihn erst nach Hause zu tragen.
Schrotgeld wurde jedoch nicht nur für Wein, sondern auch für Bier bzw. Korn erhoben. So erließ der Rat der Stadt Nordhausen 1715 eine neue Steuer, Schrotgeld genannt. Diese löste den zuvor von den Kornproduzenten erhobenen Blasenzins ab.
In einigen Städten, so in Dresden, gab es für die Erhebung und Verwaltung des Schrotgelds ein eigenes Schrotamt. Dieses ist im Jahr 1433 als bierschrotampt erstmals urkundlich erwähnt. Der Verwalter dieses Ratsamtes trug 1457 den Titel amtmann des bierschrotens und war für die der Stadt zustehenden Schrotgelder verantwortlich. Diese mussten jeweils beim Aus- und Einschroten von Bier und Wein in die Bürgerkeller bzw. beim Bierverkauf in Orte der Umgebung bezahlt werden.